# راسيل د. أوليفر
راسيل د. أوليفر (بالإنجليزية: Russell D. Oliver)‏ هو مدرب كرة سلة أمريكي، ولد في 20 يوليو 1910 في بونتياك في الولايات المتحدة، وتوفي في 19 ديسمبر 1974 في ساوث بند في الولايات المتحدة.